# Томас, Саймон
Саймон Эдмунд Томас (англ. Simon Edmund Thomas; родился 12 апреля 1990 года в Брамптоне, Канада) — канадский футболист, вратарь клуба «Тромсё» и сборной Канады.

## Клубная карьера
Томас — воспитанник клуба «Ванкувер Уайткэпс». 11 сентября 2010 году в матче «Кристал Пэлас Балтимор» он дебютировал за клуб.
Летом 2011 года Саймон подписал годичный контракт с английским «Хаддерсфилд Таун». Летом 2012 года он покинул клуб, не сыграв ни одного матча.
25 февраля 2013 года Томас вернулся в «Ванкувер Уайткэпс», преобразованный во франшизу MLS. 31 мая 2013 года Томас на правах аренды перешёл в клуб Североамериканской футбольной лиги «Эдмонтон», но и там он лишь сидел на скамейке запасных. По окончании сезона 2013 «Ванкувер Уайткэпс» не продлил контракт с Томасом.
В 2014 году Саймон подписал краткосрочный контракт с клубом второй английской лиги «Ньюпорт Каунти», но дебютировать за команду так и не смог.
В начале 2015 года Томас перешёл в норвежский «Стрёммен». 6 апреля в матче против «Хёдда» он дебютировал в первом норвежском дивизионе.
21 ноября 2015 года Томас подписал трёхлетний контракт с «Будё-Глимт».
18 февраля 2019 года Томас подписал контракт с клубом «КФУМ».

## Международная карьера
25 января 2013 года в товарищеском матче против сборной Дании Томас дебютировал за сборную Канады.
В 2013 году Саймон попал в заявку национальной команды на участие в Золотом кубка КОНКАКАФ. На турнире он был запасным и на поле так и не вышел.